# Арифоглу, Рауф
Рауф Арифоглу (азерб. Rauf Arifoğlu, Rauf Arif oğlu Abbasov; 23 июля 1966 года Юхары Ойсузлу, Товузский район) — азербайджанский журналист. Основатель и руководитель медиагруппы «Ени Мусават». Заслуженный журналист Азербайджана (2015).
В 1988 году присоединился к национально-освободительному движению. В 1989 году он неофициально издавал журнал «Бирлик». В 1989 году основал газету «Ени Мусават». В то же время создал Азербайджанскую Национально-Демократическую Партию Новый Мусават (АНДПНМ). В 1992 году партия «Мусават» была воссоздана с несколькими лидерами Народного фронта Азербайджана, и АНДПНМ объединилась с «Мусават». В разное время был членом Совета «Мусават», заместителем председателя. Вышел из партии 15 июля 2015 года. Участник Первой карабахской войны.

## Биография
Рауф Ариф оглу Аббасов родился 23 июля 1966 года в селе Юхары Ойсузлу Товузского района. В 1983 году окончил сельскую среднюю школу. В 1983-1988 годах он окончил Азербайджанский технологический институт по специальности инженер и технология, а в 1994-1996 годах - факультет мировой политики и экономики Западного университета по специальности политология.

## Общественно-политическая деятельность
Рауф Арифоглу присоединился к национально-освободительному движению в 1988 году. В конце 1989 года он неофициально издавал журнал «Бирлик». 10 ноября 1989 года основал газету «Ени Мусават». В то же время был одним из пяти учредителей Азербайджанской национально-демократической партии «Новый Мусават» (АДП «Ени Мусават»), секретарём организации по идеологическим вопросам. Центральный офис партии и секретная редакция газеты «Ени Мусават» были перенесены в Гянджу с декабря 1989 года по конец 1991 года. В то время азербайджанские отряды вели боевые действия против армянских отрядов в районе Гянджи, в частности в селе Чайкенд Ханларского района (ныне Гёйгёль).
При активном участии Рауфа Арифоглу был сформирован  Первый добровольческий вооруженный отряд «Ени Мусават». Командиром группы стал Сафар Гумбатов, ветеран афганской войны, беженец из Западного Азербайджана. В одном из боёв, в котором участвовала группа, 12 января 1990 года в направлении Чайкенд-Тодана были убиты члены АМДП «Ени Мусават» Бахтияр Алиев, Рузигар Гасымов, Аббасгулу Мамедов, Неман Валиев и другие. Рауф Арифоглу и молодёжь, собравшаяся вокруг «Ени Мусават», сыграли важную роль в защите западных регионов Азербайджана.
В декабре 1991 года газета «Ени Мусават» стала официальной. С тех пор редакция газеты была переведена в Баку, в штаб-квартиру Народного фронта Азербайджана в «Сахил Баг». Тогда председатель Партии Народного Фронта Абульфаз Эльчибей выделил две комнаты в здании организации для открытия первой редакции газеты.
В результате тесных отношений Арифоглу и переговоров с Эльчибеем в январе 1992 года с благословения Эльчибея и депутата Исы Гамбарова (Иса Гамбар) несколько членов Народного фронта покинули организацию и сформировали совместную комиссию по восстановлению партии «Мусават». Было создано Реабилитационное бюро, в которое вошли 5 человек от «Ени Мусават» и 5 человек от Партии Народного Фронта, а затем его состав был расширен за счет участия Национального центра в Анкаре. В результате в июне 1992 года партия "Мусават" была официально возвращена в Азербайджан, восстановлена и стала партнером власти. Рауф Арифоглу был избран пресс-секретарем этой исторической организации на Реставрационном Конгрессе. В то же время он был одним из семи членов исполкома Народного фронта Азербайджана, руководителем отдела печати и информации Народного фронта. Арифоглу, один из самых надежных источников информации президента Эльчибея, в январе 1993 года также основал новую газету организации «Джумхуриет». Газета «Ени Туран» и журнал «Дунья» входят в число медийных структур, созданных в то время Р. Арифоглу. Он был лидером партии «Мусават» до 2006 года. С 2006 года ещё больше ориентирован на прессу мероприятий. В феврале 2009 года он удалил свою газету из штаб-квартиры «Мусават» и открыл новую редакцию, и с этой даты начался его главный успех в прессе. Независимость газеты позволила ему нормализовать отношения с властью.
Он превратил электронное приложение к газете «Ени Мусават» в независимый информационный портал Musavat.com, а затем, в 2013 году, создал новый медиабренд. Один из его последних успехов - создание интернет-телевидения Musavat TV и его превращение в мощную платформу.
В настоящее время в медиа-группе «Ени Мусават» имеет 1 газету, 1 веб-сайт, 1 телеканал (200 000 подписок), 2 большие страницы в Facebook, 2 страницы в Instagram и 1 страница в Telegram на платформе YouTube. Всем этим управляет мобильная команда из 20 человек.
Рауф Арифоглу в политике 33 года; При этом в медиа-секторе он работает уже 32 года.

## Награды

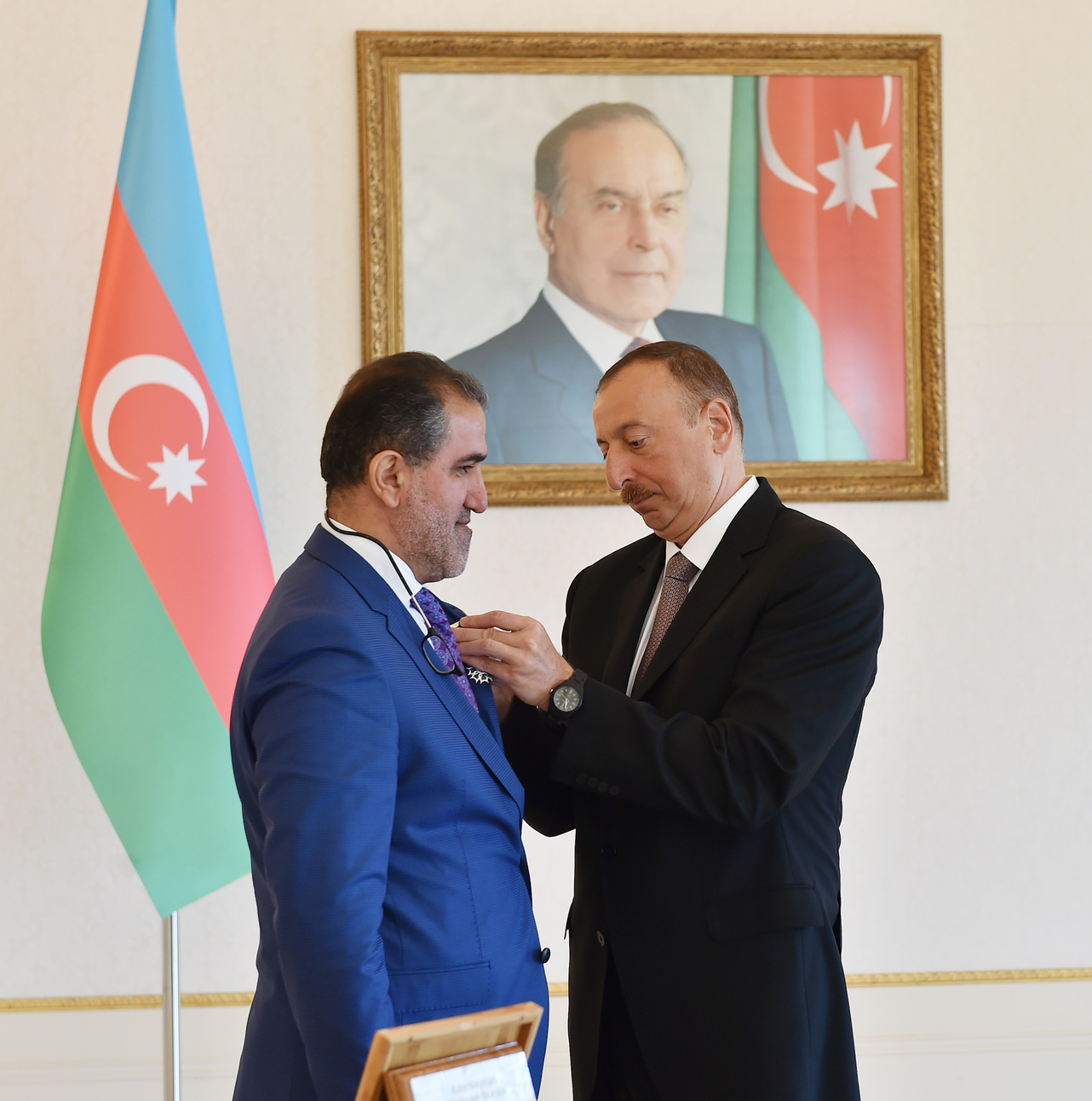
Во время получения награды «Заслуженный журналист» от президента Азербайджана Ильхама Алиева.

В 2011 году он был удостоен Высшей медийной премии, учрежденной Советом прессы Азербайджана.
22 июля 2015 года президент Азербайджана Ильхам Алиев присвоил ему почетное звание «Заслуженный журналист» за деятельность в области журналистики. 27 мая 2019 года другим указом президента он был награжден юбилейной медалью «100-летие Азербайджанской Демократической Республики».
27 июля 2016 года ему была присуждена Высшая медийная премия Мирзы Джалила.
В июле 2017 года Конгресс Южного Азербайджана наградил его премией Сейида Джафара Пешавари.
22 июля 2020 года Конгресс азербайджанцев Европы наградил его «Медалью памяти».
Кроме того, Арифоглу был награжден сертификатами и плакетками от ряда турецких и азербайджанских НПО.

## Семья
Женат, имеет троих детей.